# Big Kahuna Burger

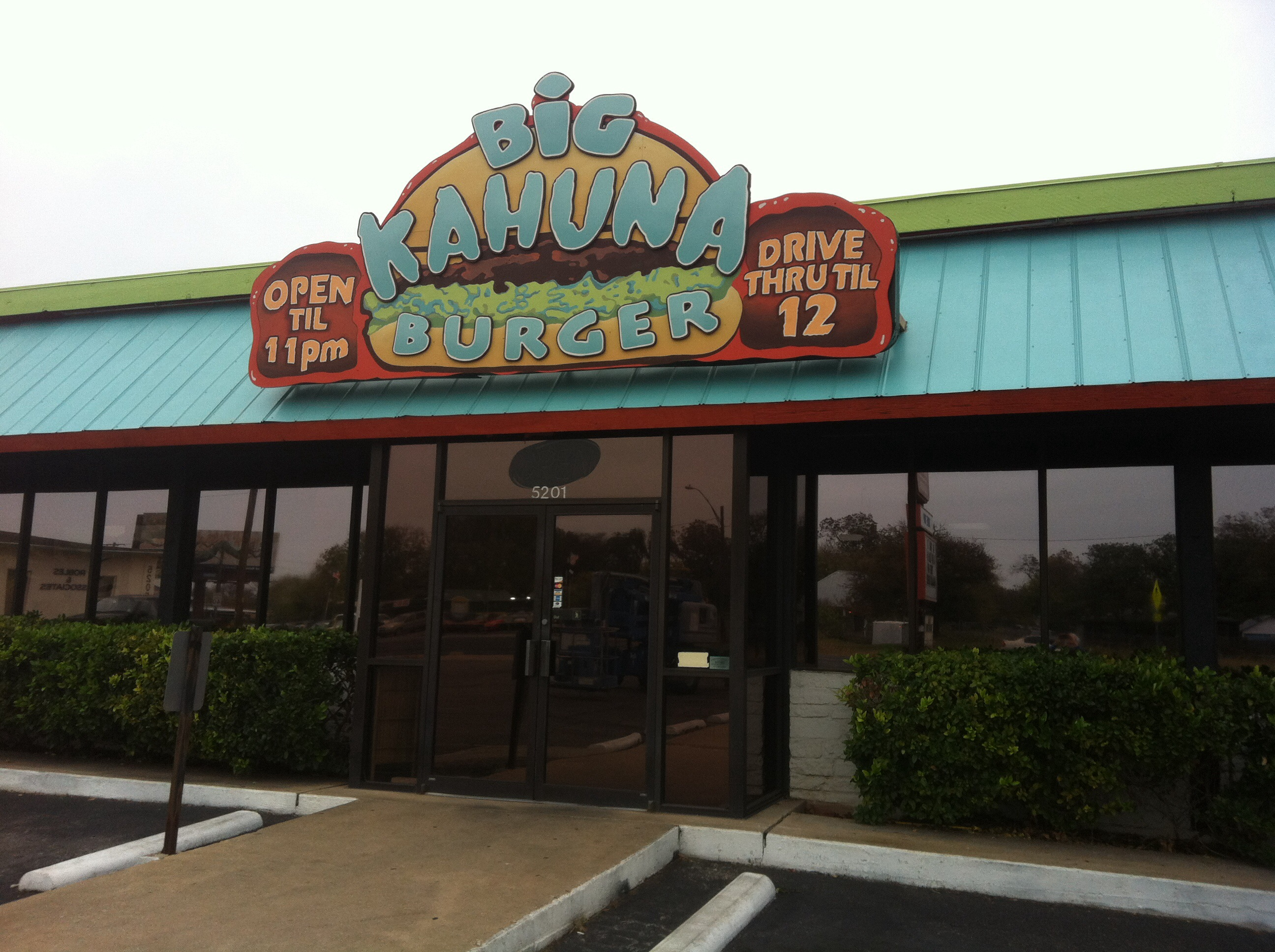
Der Stallion Grill in Austin, Texas wurde für From Dusk Till Dawn: The Series in einen Big Kahuna Burger umgewandelt.

Big Kahuna Burger ist eine fiktive Kette von Fast-Food-Restaurants mit hawaiianischem Thema, die hauptsächlich in Filmen von Quentin Tarantino und Robert Rodriguez zu sehen sind, darunter Death Proof, Four Rooms, Pulp Fiction, From Dusk Till Dawn, Reservoir Dogs, aber auch in der Serie Supernatural und dem Film Romy und Michele auftauchen. Das Logo und die Verpackung des Burgers wurde von Tarantinos langjährigem Freund Jerry Martinez erstellt. 
Das Restaurant spielt eine herausragende Rolle in Tarantinos Pulp Fiction, in der Samuel L. Jacksons Charakter Jules einen Big Kahuna Burger isst und bemerkt: „Das ist ein leckerer Burger!“ In Pulp Fiction ist der Burger ein klassischer, amerikanischer Cheeseburger (Rindfleisch-Patty, Käse, Salat und Tomate) auf einem Weizenmehl-Bun (Milchbrötchen, ohne Sesamkörner), wie er dort zum Frühstück serviert wird. Eine Ananas-Scheibe oder eine andere exotische oder „hawaiianische“ Zutat ist nicht zu sehen.
Mehrere echte Restaurants haben einen „Big Kahuna Burger“ auf ihrer Speisekarte, darunter Atomic Burger in Oxford, England. Manchmal wird der Burger zusätzlich zum hawaiianischen Thema mit einer Scheibe Ananas belegt.

## Etymologie
In der hawaiischen Sprache bedeutet kahuna ‚Hexer, Zauberer, Meister‘ sowie ‚kochen‘.

## Erwähnungen und Erscheinen
| Erwähnung                                      | Jahr | Produktion                                                                 | Beschreibung |
| ---------------------------------------------- | ---- | -------------------------------------------------------------------------- | --- |
| Reservoir Dogs                                 | 1992 | Geschrieben und inszeniert von Tarantino.                                  | Michael Madsens Charakter Mr. Blonde trinkt eine Limonade von Big Kahuna Burger. |
| Pulp Fiction                                   | 1994 | Geschrieben und inszeniert von Tarantino.                                  | Brett isst Big Kahuna Burger, als Jules und Vincent zu seiner Wohnung kommen. Jules nennt das Restaurant namentlich.                                                                                                |
| Four Rooms                                     | 1995 | Co-Autor und Regisseur Tarantino und Rodriguez.                            | In der Szene Der Mann aus Hollywood steht, nachdem Ted zurückgekommen ist, neben Angela eine Big-Kahuna-Burger-Getränketasse an der Bar.                                                                            |
| From Dusk Till Dawn                            | 1996 | Geschrieben von Tarantino unter der Regie von Rodriguez.                   | George Clooneys Charakter Seth Gecko erwähnt den Big Kahuna Burger. |
| Romy und Michele                               | 1997 | Mit Mira Sorvino, die zu dieser Zeit in einer Beziehung mit Tarantino war. | Der einzige Film, in dem Tarantino und Rodriguez bis dato nicht direkt an der Erwähnung von Big Kahuna Burger beteiligt waren. Eine große Kahuna-Burger-Takeout-Tasche ist in Romys und Michelles Wohnung zu sehen. |
| Friends                                        | 1998 | Kevin Bright                                                               | Während eines Telefonats zwischen Joey und Phoebe trägt Joey ein Hawaiihemd von Big Kahuna Burger. |
| Die Abenteuer von Sharkboy und Lavagirl in 3-D | 2005 | Geschrieben und inszeniert von Rodriguez                                   | Während des Traums, in dem Max Sharkboy trifft, erscheint auf dem Dock eine Big-Kahuna-Burger-Tasche zum Mitnehmen.                                                                                                 |
| Death Proof                                    | 2007 | Geschrieben und inszeniert von Tarantino                                   | Kurt Russells Charakter Stuntman Mike fragt Jungle Julia nach einer Werbetafel „in der Nähe von Big Kahuna Burger“.                                                                                                 |
| From Dusk Till Dawn: The Series                | 2014 | Von Rodriguez entwickelte Serie mit dem Thema des Originalfilms.           | In der ersten Staffel spielt sich eine Szene in einem Big-Kahuna-Burger-Restaurant ab. |
| Once Upon a Time in Hollywood                  | 2019 | Geschrieben und inszeniert von Tarantino                                   | Eine Big-Kahuna-Burger-Werbetafel ist in einem vorbeifahrenden Bus zu sehen. |
| Supernatural                                   | 2014 | Von Eric Kripke entwickelte Serie                                          | In der 12. Folge der 12 Staffel mit dem Titel 12 Uhr Mittags sitzt Dean in einem Restaurant, welches den Big Kahuna Burger auf der Speisekarte hat.                                                                 |